# Contim
Contim is een plaats (freguesia) in de Portugese gemeente Montalegre en telt 100 inwoners (2001).